# Djamaa el Kebir
La Grande moschea di Algeri (in arabo الجامع الكبير‎?) è una moschea di Algeri, in Algeria. Situata nella casba e realizzata dagli Almoravidi nell'XI secolo, all'edificio della moschea vennero applicate alcune aggiunte e ristrutturazioni nel corso del XIV e del XIX secolo.